# تالیا
تالیا (به انگلیسی: Taliya) نام تجاری شرکت گسترش ارتباطات تالیا می‌باشد که نخستین عرضه‌کنندهٔ سیم‌کارت‌های تلفن همراه پیش‌پرداخت در ایران هست. شرکت گسترش ارتباطات تالیا زیر مجموعه صد درصدی شرکت مخابرات ایران می‌باشد.

## مناقصه انتخاب پیمانکار[۱]
نخستین بار در تاریخ ۱۹ شهریورماه سال ۱۳۸۱ مدیرعامل وقت شرکت مخابرات ایران خبر مناقصه ای به نام انتخاب پیمانکار اپراتور شبکه تلفن همراه اعتباری در کشور را داد و اعلام کرد که به زودی برنده مناقصه ظرف ۶ ماه تا یک سال کار خود را آغاز خواهد کرد. پس از کش و قوس‌های فراوان و وقفه‌هایی طولانی، در نهایت ۳۱ فروردین ماه ۱۳۸۲ ، در کمال شگفتی برنده مناقصه مشکوک و پرابهام شرکت تعاونی اسلامی مجتمع صنعتی رفسنجان اعلام شد. اما قرارداد نهایی مخابرات ایران و مجتمع صنعتی رفسنجان در بهمن ۱۳۸۲ بسته شد. دلیل تأخیر در عقد قرارداد، «مشکلات داخلی مجتمع صنعتی رفسنجان» عنوان شد؛ مشکلاتی که هیچ‌گاه به‌طور رسمی اعلام نشد اما در نهایت مشخص شد مجتمع رفسنجان بدون هیچ شریک خارجی‌ ، پروژه را انجام خواهد داد. سال‌ها بعد یکی از حاضران در مناقصه، دلیل حضور نیافتن شریک خارجی را درصد سودی که قرار بود به شرکت مخابرات ایران پرداخت شود، عنوان کرد.
نکته جالب اینجاست که این شرکت در بین نام‌های مطرحی توانست برنده مناقصه شود، نام‌هایی چون: تله۲، SFR، ترک‌سل، میلی کام، موبیل کام، الوطنیه و اوجر به عنوان اپراتور، شرکت‌های نت کام، ایرکام، سوفرکام، میسون و نت۲ به عنوان مشاور و گلف بانک، الوطنیه، اوجر، میلی کام، فوای غانم، وام بروک، اینترنشنال بانک و کامویک به عنوان سرمایه‌گذار خارجی.
بسیاری از کارشناسان و اصحاب رسانه در آن سال‌ها مناقصه را ابهام آمیز و صوری خواندند (به عنوان مثال اعلام شد که مدیرعامل این شرکت یعنی مهندس حسین بهرامپور از اقوام نزدیک علیرضا بهرامپور است) ولی در نهایت مجتمع صنعتی رفسنجان با تأخیری بیش از دو سال اپراتور تالیا را راه اندازی تجاری شد.

## آغاز اپراتور تلفن همراه تالیا
مجتمع صنعتی رفسنجان مجری شبکه اعتباری تلفن همراه تالیا به عنوان نخستین شبکه مستقل پیش‌پرداخت تلفن همراه سراسری از سال ۱۳۸۳ با استفاده از تجهیزات سخت‌افزاری و نرم‌افزاری شرکت‌های زیمنس، آلکاتل و اریکسون آغاز به کار کرد. این شبکه با بیش از دو سال تأخیر و فرصت سوزی از ۳ خرداد سال ۱۳۸۴ با ۳۶۶ سایت BTS نسل دوم (بدون زیر ساخت اینترنت) ۲ مرکز BSC (سوئچینگ) و ۴ مرکز BSC نخست در شهر تهران شروع به فعالیت نمود. همچنین این شبکه با تأخیر ۳ ساله در بازار بکر آن زمان در سال ۱۳۸۵ در فاز دوم تبریز قم مشهد اصفهان شیراز کرج کرمان یزد قزوین زنجان سمنان رشت بابل بندرعباس اراک اردبیل زاهدان ایلام همدان و در دیگر مرکزهای استان و شهرها سرویس‌دهی خود را آغاز کرد. تا پایان سال ۱۳۸۵ بیش از ۵۰۰ هزار مشترک در شبکه نسل دوم (بدون زیر ساخت دیتا) Iran Taliya فعال بودند.

## پیشینه فعالیت شرکت تالیا
تالیا از اسفند ماه سال ۱۳۸۳ شروع به ثبت‌نام از متقاضیان سیم کارتهای اعتباری در شهر تهران کرد و نوبت تحویل سیم کارت‌ها نیز با حروف الفبا آغاز می‌شد و در سال ۱۳۸۴ و ۱۳۸۵ در ۱۰ دوره واگذاری سیم‌کارت‌ها را بر اساس نام خانوادگی افراد ادامه داد. مجری وقت پروژه سیم کارت تالیا در شهریورماه سال ۱۳۸۴ بیان کرده بود که نزدیک به ۴۲۰ هزار مشترک فعال در مجموعه وجود دارد که حدود ۶۰۰ نفر پرسنل اجرایی در تالیا مشغول به کار هستند و همچنین نزدیک به ۱۰۰ نفر نیز به عنوان نیروهای پشتیبانی در حال فعالیت‌اند. خرید شارژ تالیا، مشکلی که حل نشد. مشاور مطبوعاتی مجری پروژهٔ تالیا در صحبت‌های خود گفته بود امکان خرید کارت شارژ برای دارندگان کارت بانک‌های عضو شتاب از سال ۱۳۸۵ فراهم می‌شود و مشترکان می‌توانند از طریق دستگاه‌های الکترونیکی فروش یا خودپردازهای بانک‌های طرف قرارداد با تالیا، کارت شارژ خود را به قیمت مصوب دریافت کنند. این موضوع تا مدتی از سوی بانک‌ها انجام شد و مشترکان تالیا تا چندین سال درگیر خرید شارژ از دستگاه‌های خودپرداز بودند. شاید به جرئت بتوان از جمله مشکلات مشترکان این سیم‌کارت‌ها بعد از آنتن دهی ضعیف و کیفیت پایین شبکه در آغاز فعالیت تالیا، به خرید شارژ اشاره کرد چرا که به گفته برخی مشترکان، خرید کارت‌های شارژ هم از طریق خودپردازها و هم خرید کارت از مغازه‌داران سخت‌تر از گذشته شده بود.
زمانی که تالیا شروع به کار کرد یکی از مهم‌ترین ویژگی‌های آن کیفیت بالا مکالمه در مناطق زیر پوشش بود، اگر چه زمان زیادی طول کشید تا در سراسر ایران فراگیر شود اما تعلل این شرکت درگرفتن سهم از بازار بکر سیم کارت در آن سال‌ها باعث شد ایرانسل که آذرماه ۱۳۸۴ موفق به گرفتن مجوز پروانه اپراتوری تلفن همراه از سازمان تنظیم مقررات و ارتباطات رادیویی شده بود جای تالیا را در بازار سیم کارت‌های اعتباری بگیرد و عملاً او را از گردونه رقابت حذف کند.
صابر فیضی مدیرعامل پیشین شرکت مخابرات ایران و مدیرعامل شرکت توسعه مبین و عضو هیئت مدیره تالیا از اردیبهشت ۱۳۹۲ تا آبان همان سال در مورد تالیا می‌گوید: «زمانی که مدیرعامل مخابرات استان آذربایجان شرقی بودم، تالیا را بیگانه می‌دانستیم و هیچ‌جا هم با آن همکاری نمی‌کردیم و فکر می‌کردیم رقیب ماست ولی وقتی به شرکت مخابرات ایران آمدم، فهمیدم پیشرفت تالیا به نفع مخابرات است و شروع کردیم به حمایت از تالیا تا اینکه این موضوع جا بیفتد و تالیا جایگاه خود را پیدا کند. اما سال ۱۳۸۵ کار به جایی رسید که پیمانکار تالیا با امروز و فردا کردن دیگر نتوانست شبکه تالیا را بالا بیاورد و نهایتاً مخابرات ایران وقتی دید در سیم‌کارت‌های اعتباری جا مانده، از طریق وزارتخانه و دولت مجوزهای لازم را گرفت تا همراه اول هم وارد حوزه فروش سیم‌کارت‌های اعتباری شود.» فیضی معتقد است مجتمع رفسنجان در این پروژه سرمایه‌گذاری خوبی نکرد و در کل به خاطر نبود نگرش تخصصی و اجرایی مناسب آنها در حوزه ارتباطات، تالیا در عرصه رقابت بازماند.
عملاً با ورود همراه اول به حوزه فروش سیم‌کارت‌های اعتباری از تیر ماه سال ۱۳۸۶، تالیا تنها مزیتش را نیز از دست می‌دهد و این بار نوبت مخابرات است که با این دست و آن دست کردن و مشخص نکردن تکلیف تالیا وارد یک کش و قوس حقوقی با مجتمع رفسنجان شود، فیضی در این خصوص می‌گوید: «خرداد سال ۱۳۸۵ نامه‌ای به هیئت مدیره نوشتم که تکلیف تالیا را مشخص کند و در مخابرات تیمی تشکیل شد تا به این موضوع رسیدگی شود؛ اما این موضوع بسیار طول کشید و در آذر ۱۳۸۵ و خرداد ۱۳۸۶ نیز نامه‌هایی به هیئت مدیره نوشتم که نهایتاً پس از آخرین نامه‌ام در شهریور ۱۳۹۰ بخشی از تکلیف تالیا به لحاظ حقوقی مشخص و به شرکت گسترش ارتباطات تالیا واگذار شد.» هر چند تکلیف حقوقی اپراتور تالیا در سال ۱۳۹۱ مشخص و به شرکت جدیدی واگذار می‌شود ولی به نظر می‌رسد ۹ سال زمان دادن به پروژه‌ای که زیان‌ده بودن آن قطعی شده بود، زمانی بسیار طولانی است و از سوی دیگر واگذاری مجدد تالیا به مجموعه‌ای دیگر هم، دردی را دوا نکرد و نتوانست تالیا را در مسیر درست کسب و کار بیندازد.

## ناکامی پروژه تالیا
مشکلات فنی در شبکه و ضعف این شرکت در پشتیبانی از مشترکان در سال‌های فعالیت تالیا به عنوان یک اپراتور دارای شبکه رادیویی باعث شد که دارندگان سیم کارت‌های تالیا به‌طور دسته جمعی این اپراتور-پیمانکار را ترک کنند. این اپراتور در سال ۱۳۸۴ فقط در محدوده شهر تهران سرویس‌دهی داشت اما در همین محدوده هم مشکلات بسیاری ناشی از نقاط کور گسترده، ترافیک بالای شبکه، همپوشانی نامناسب دکل‌های BTS، کمبود لینک‌های ارتباطی از تالیا به شبکه تلفن ثابت و همراه دولتی کشور، اختلال در مرکز SMS تالیا و کمبود و اختلال در لینک پیوند دهنده SMS Center تالیا به TCI و حتی نبود برق در محل سایت‌های BTS مشترکان تالیا را مدت‌هاست زجرکش کرده بود. کاربران تالیا از نبود «آنتن» یا دریافت ضعیف آنتن تلفن همراه در مرکز شهر تهران به عنوان یکی از مشکلات اصلی خبر دادند.دیگر مشکلات فنی شبکه تالیا شامل زیرساخت ضعیف و بسیار بی کیفیت آن بود، به طوری که یکی از مشترکان گزارش داد که «پیامک یکسانی بیش از ۱۷۰ بار به مدت سه روز دریافت می‌کرده است».
این مشترک تالیا که نخواست نامش فاش شود، گفت: «من مجبور شدم سیم کارت را از گوشی‌ام بردارم زیرا پیامک‌ها روز و شب ادامه داشت.
امیر ۲۴ ساله، یکی از مشترکان تالیا در مهر ۱۳۸۵ در جلوی ایستگاه شماره یک تالیا در شهرک غرب به خبرنگار روزنامه سرمایه می‌گوید:
«برای تعویض سیم کارت تالیا مجبور شده‌ام از شیراز به تهران بیایم.»
وی اضافه می‌کند: «برخلاف آنچه که به مشترکان اعلام شده، تالیا در مراکز استانی دفتر ندارد و برای هرگونه مشکل احتمالی باید به تهران، قم یا مشهد، مراجعه کرد. چون مرکز اطلاع‌رسانی آنتن دهی در شیراز را آزمایشی اعلام می‌کند.»
در تیر ماه سال ۱۳۸۸ یکی از مشترکان تالیا بیان کرده بود که بیش از سه هفته است که سیم کارت تالیا در خیابان گلبرگ ـ جانبازان غربی در شرق تهران آنتن نمی‌دهد و هر گاه با اپراتورها تماس می‌گیریم فقط می‌گویند در حال رفع ایراد هستند.
این چه ایرادی است که تا حالا برطرف نشده است؟ جهت کارهای خود و برخی امور بانکی از همین سیم کارت استفاده می‌کردیم که اکنون نزدیک یک ماه است که کارهایمان مختل شده و باعث ضرر و زیان بسیار گردیده و نمی‌دانیم باید چه کار کنیم.در مرداد ۱۳۹۴ یکی از مشترکان تالیا اعلام کرده بود که از حدود یک ماه پیش آنتن دهی BTS شرکت تالیا در برخی از مناطق غرب تهران قطع شده است.
این مشترکان تالیا که در دهکده المپیک تهران ساکن است در این باره گفت: حدود یک ماه پیش پس از قطع شدن آنتن دهی تالیا، چندین بار با واحد پشتیبانی این شرکت تماس گرفته و مشکل را گزارش کرده‌ایم.
این شهروند تهرانی که نخواست نامی از وی آورده شود گفت: مسؤولان تالیا در طول این یک ماه بارها وعده حل مشکل را داده‌اند ولی همچنان نمی‌توانم از سیم کارت تالیای خود استفاده کنم روند بسیار کند تالیا در واگذاری سیم کارت‌ها، شیوه ثبت نام از متقاضیان سیم کارت تالیا، پشتیبانی ضعیف مشترکان، نداشتن بودجه کافی مجتمع صنعتی رفسنجان برای سرمایه‌گذاری کلان در پروژه تالیا، نقص‌های فراوان در قرارداد تالیا با مخابرات ایران، عدم سرمایه‌گذاری شرکت مخابرات ایران در پروژه تالیا، عدم واگذاری تجهیزات شبکه از سوی مخابرات ایران به تالیا، واگذاری دیر هنگام فرکانس رادیویی مناسب به پروژه تالیا در شهرهای بزرگ، عدم تخصیص مکان مناسب از سوی مخابرات ایران برای نصب سایتهای BTS تالیا و برق این سایت‌ها، عدم ایجاد اینترکانکشن (لینک‌های ارتباطی) بر پایه نیاز مشترکان تالیا از سوی مخابرات ایران، تأخیر فراوان و فرصت سوزی مجتمع صنعتی رفسنجان در راه اندازی شبکه تالیا، کنار کشیدن سرمایه‌گذار خارجی، همکاری نکردن مخابرات با مجتمع صنعتی رفسنجان برای سرمایه‌گذار جدید، نداشتن پوشش سراسری، کیفیت پایین شبکه
و زیرساخت آن، نبود کارت شارژهای تالیا در بازار، نداشتن زیر ساخت اینترنت و حمایت نکردن دولت احمدی‌نژاد از پروژه تالیا و آمدن رقیبان قدرتمندی چون ایرانسل و همراه اول در سال ۱۳۸۵ و ۱۳۸۶ به حوزه سیم کارت‌های اعتباری عملاً اپراتور تالیا را از بازار خارج کرد.
با اینکه در همان آغاز راه تالیا با مشکلات زیادی مواجه بود و مشترکان آن از کیفیت خدمات به ستوه آمده بودند اما به دلیل بی‌رقیب بودن و قیمت بسیار ارزان‌تر توانست سهمی از بازار را برای خود در اختیار بگیرد. مدیران این شرکت در سالهای آغازین فعالیت اعلام کردند که ۲ میلیون مشترک در ۲ سال آینده را به تالیا خواهند آورد؛ وعده‌ای که هیچ‌گاه در طول عمر این شرکت عملی نشد.

## شکایت تالیا از مخابرات ایران
در تیرماه سال ۱۳۸۶ با عرضه سیم کارت‌های اعتباری از سوی همراه اول، شرکت مجتمع صنعتی رفسنجان از شرکت مخابرات ایران به دیوان عدالت اداری شکایت کرد. موضوع شکایت مجتمع صنعتی رفسنجان از مخابرات ایران این بود که عرضه سیم کارت اعتباری طبق قرارداد مجتمع صنعتی رفسنجان به عنوان پیمانکار با مخابرات ایران تنها از طریق پروژه تالیا پیش‌بینی شده بود و شرکت مخابرات ایران طبق مفاد قرارداد این حق را ندارد که از طریق شرکت ارتباطات سیار (همراه اول) به عرضه سیم کارت‌های اعتباری اقدام کند. اما با اعلام رای دادگاه در دیماه همان سال شکایت مجتمع صنعتی رفسنجان به عنوان مجری شبکه مستقل تالیا مورد پذیرش واقع نگردید.
صابر فیضی مدیر عامل وقت مخابرات ایران در زمان اجرای پروژه تالیا و عضو هیئت مدیره گسترش ارتباطات تالیا در سال ۱۳۹۲ در مصاحبه با فاینشنال تریبون (روزنامه انگلیسی زبان در تهران) اعتراف کرد که پروژه تالیا قربانی سیاست‌های شرکت مخابرات ایران در عرضه سیم کارت‌های اعتباری از سوی همراه اول شد.
و این اعتراف خود گواه آن هست که شرکت مخابرات ایران که یک شرکت دولتی بود از همان آغاز، تالیا را به چشم فرزند ناخوانده می‌دید و به دلیل مخالفت مجلس شورای اسلامی آن زمان با ورود مخابرات ایران به حوزه سیم کارت‌های اعتباری به ناچار تن به مناقصه انتخاب پیمانکار سیم کارت‌های اعتباری داده بود. ولی در واقع مخابرات ایران هیچگاه تمایلی نداشت که بخش خصوصی پیشرفتی در حوزه خدمات تلفن همراه داشته باشد و در آن شکایت حق با شرکت مجتمع صنعتی رفسنجان بود.
چالش‌ها و مشکلات تالیا به قدری ادامه پیدا کرد که پس از گرفتن بازار از سوی همراه اول و ایرانسل، مخابرات ایران به اجرایی نشدن تعهدات این اپراتور اشاره می‌کرد و مجتمع صنعتی رفسنجان را مقصر شکست پروژه می‌دانست. این موضوع مجتمع صنعتی رفسنجان را در موقعیت دفاعی قرار داده بود.
در دی‌ماه سال ۱۳۸۸ کمیته‌ای سه‌جانبه متشکل از نمایندگان سازمان تنظیم مقررات و ارتباطات رادیویی، شرکت مخابرات ایران و تالیا تشکیل شد تا شاید بتواند نسبت به رفع و حل مشکلات آن اقدام کند اما این کمیته نیز خروجی در پی نداشت.
شرکت تعاونی مجتمع صنعتی رفسنجان در نهایت به دلیل آن که شرکت مخابرات ایران تعهدات خود در پروژه تالیا را انجام نداده است برای بار دوم از مخابرات شکایت کرد. این شرکت تعاونی با برخورداری از ۴۳ درصد سهام تالیا، دربارهٔ اجرایی نشدن تعهدات مخابرات از این شرکت شکایت کرد؛ اتصال متقابل (اینترکانکشن)، انتخاب سرمایه‌گذار، فضای فرکانسی، پاور و اختصاص فضا از جمله موضوعات شکایت تالیا بود و بر این باور بود شرکت مخابرات ایران برای واگذاری این امکانات به تالیا کوتاهی و کم‌کاری کرده است و از عوامل اصلی به سرانجام نرسیدن این پروژه سهامدار ۵۷ درصدی آن است.
در عین حال که مجتمع صنعتی رفسنجان معتقد بود واگذار نشدن چنین امکاناتی از سوی مخابرات موجب توسعه نیافتن شبکه تالیا شده بود اما شرکت مخابرات ایران نیز این شرکت تعاونی را به نقض انجام تعهداتش متهم کرده و آن را مسبب زیان وارده به مخابرات می‌دانست.
پس از شکایت تالیا از شرکت مخابرات ایران چند هیئت کارشناسی در این باره رای دادند اما به دلیل عدم توافق طرفین، دادگاه نسبت به انتخاب هیئت حل اختلاف برای به سرانجام رساندن این دعوی حقوقی اقدام کرد. این هیئت متشکل از یک نماینده شرکت مخابرات ایران، یک نماینده مجتمع صنعتی رفسنجان و یک کارشناس بود تا در این باره به رای و قضاوت نهایی برسند. اما این نیز بی‌نتیجه ماند تا اینکه پای خریداران و سرمایه‌گذار جدید به میان آمد.

## فروش تالیا[۳۵][۳۶]
در آغاز سال ۱۳۹۱ مجتمع صنعتی رفسنجان با ستاد اجرایی فرمان امام پشت میز مذاکره فروش ۴۳ درصد سهم مجتمع صنعتی رفسنجان از محل پروژه تالیا نشستند و در نهایت شرکت گسترش ارتباطات تالیا متشکل از شرکت گسترش الکترونیک مبین ایران، شرکت افق گنجینه ایرانیان، شرکت توسعه ارتباطات تابا، شرکت توسعه مخابراتی آریاسل و شرکت خدمات پشتیبانی معین‌کار که همگی از شرکت‌های زیرمجموعه ستاد اجرایی فرمان امام هستند، این اپراتور-پیمانکار عرضه‌کننده نخستین سیم‌کارت‌های تلفن همراه اعتباری را خریدند تا با برنامه‌های توسعه‌ای که در سر داشتند، آن را شکوفا کنند.تالیا که در زمان آغاز به کار به سرعت توانست تعداد مشترکان خود را حتی به ۵۰۰ هزار مشترک برساند اما در سال ۱۳۹۱ به هنگام واگذاری از سوی مجتمع صنعتی رفسنجان، کمتر از ۶۰ هزار مشترک داشت و به رغم تعهد پوشش سراسری، تنها در ۲۹ مرکز استان کشور و شهرهای بزرگ شبکه خود را راه‌اندازی کرده است.
در زمان واگذاری سهام تالیا از سوی مجتمع صنعتی رفسنجان به خریداران جدید، تالیا ۷۱۰ سایت BTS نسل دوم (بدون زیرساخت دیتا) در کشور نصب کرده بود که از این تعداد تنها کمتر از ۱۰۰ سایت BTS تالیا در کشور روشن بود و حدود ۶۰۰ سایت BTS به دلیل نبود مشترک خاموش شده بود.
سهامداران جدید تالیا با برنامه عرضه سیم‌کارت‌های VIP، هات‌اسپات‌های اینترنتی، راهکارهای ویژه کسب‌وکارها و با استفاده از وای‌فای آفلودینگ قصد توسعه آن را داشتند. همچنین در همکاری با دیگر مجموعه‌های ستاد اجرایی قرار شد زیرساخت شبکه ملی سلامت مبتنی بر تلفن همراه را راه‌اندازی کنند که مجوز آن را در دوره نخست فعالیت شورای عالی فضای مجازی دریافت کردند.همچنین طی تفاهمنامه همکاری با شرکت مخابرات و همراه اول قرار شد شبکه GSM-WLL روستایی برای بهره‌برداری در اختیار تالیا قرار بگیرد تا شبکه خود را توسعه دهد و خدمات متنوعی را در نقاط دورافتاده و روستاها ارائه کند. اما این نیز دیری نپایید و با تغییر دومین مدیرعامل  در دوران تازه، زمزمه‌های به حاشیه رفتن تالیا در حالی که به یکباره سنگ بزرگی برای شناسایی وندورهای تجهیزات LTE برداشته بود، شنیده شد.
در آگهی شرکت گسترش ارتباطات تالیا که در ۱۱ خرداد سال ۱۳۹۳ به دو زبان فارسی و انگلیسی در روزنامه‌های کشور منتشر و به‌طور همزمان در وب سایت رسمی این شرکت نیز قرار گرفته شده بود از شرکت‌های داخلی و خارجی دارای تجربه و امکان طراحی، تأمین و اجرای شبکه موبایل 4G LTE دعوت شده تا رزومه خود را به تالیا ارائه دهند. این آگهی و ماموریت‌هایی که در آن برای پیمانکار پیش‌بینی شده نشان از تصمیم این پیمانکار شرکت مخابرات ایران برای ورود به بازار نسل جدید خدمات مخابراتی در آستانه پایان دوره انحصار خدمات 3G رایتل در کشور داشت.

## فعالیت تالیا به عنوان اپراتور مجازی[۴۵][۴۶]
به دلیل هزینه‌های بسیار بالا برای توسعه و ارتقای شبکه تالیا به نسل‌های بالاتر، بدهی‌های شرکت تالیا و نبود دید مثبت به این پروژه در سال ۱۳۹۴ موضوع فروش دوباره تالیا از سوی ستاد اجرایی فرمان امام (به عنوان مالک سهام ۴۳ درصدی تالیا) به همراه اول مطرح شد. گرچه بارها پیوست تالیا به همراه اول به عنوان پردرآمدترین شرکت زیر مجموعه مخابرات ایران به عنوان راهکاری برای برون‌رفت از مشکلات تالیا مطرح شد ولی این رویکرد هیچ‌گاه جدی گرفته نشد. تالیا با ورود سهامداران جدید اقدامات خوبی را در دستور کار قرار داد؛ کمپین تبلیغاتی گسترده و اقدامات توسعه شبکه آن آغاز شد اما به رغم ظرفیت بالایی که در اختیار داشت به دلیل هزینه‌های سنگین و نبود نگرش مثبت به این پروژه در میان سهامداران جدید چندان مورد خوشایند آنها قرار نگرفت. با این وجود به دلیل این که تالیا فرکانس با ارزش ۹۰۰ مگاهرتز را در اختیار داشت، به گزینه جذابی برای توسعه شبکه همراه اول بدل گشته بود. در زمان توسعه شبکه همراه اول در اوایل دهه ۹۰ برای مهاجرت به نسل‌های بالاتر تلفن همراه و نیاز به طیف فرکانسی، آنتن‌های BTS و ایستگاه‌های رادیویی، فرکانس و شبکه رادیویی تالیا گزینه مطلوبی برای ارتقای شبکه همراه اول محسوب می‌شد.
در سال ۱۳۹۴ چانه‌زنی‌ها برای ارزش‌گذاری این اپراتور-پیمانکار با رقمی حدود ۳۲۰ میلیارد تومان انجام شد و ستاد اجرایی فرمان امام، شرکت تالیا را به همراه اول فروخت.
از سال ۱۳۹۵ با تغییر ساختار و نوع فعالیت شرکت گسترش ارتباطات تالیا، این اپراتور تلفن همراه به صورت اپراتور مجازی نوع دوم به فعالیت خود ادامه می‌دهد. هم‌اکنون تالیا با همان پیش‌شماره ۰۹۳۲ به عنوان اپراتور Light MVNO فعالیت می‌کند و خدمات خود را بر روی زیرساخت‌های شبکه همراه اول ارائه می‌دهد.

## تعداد مشترکان تالیا
بر پایه آخرین آمارهای ارائه شده از سوی سازمان تنظیم مقررات و ارتباطات رادیویی در مهر سال ۱۳۹۶ این اپراتور مجازی موبایل با ۷۵۰ هزار سیم کارت فروخته شده، ۳۷،۷۷۱  مشترک فعال دارد.

## روش‌های خرید شارژ و بسته اینترنت تالیا
در حال حاضر امکان خرید شارژ و بسته‌های اینترنت از فروشگاه آنلاین اپراتور تالیا
از طریق کد دستوری #۹۳۲* از خط تالیا ، کد دستوری #۵۰۰* از خط تالیا و خط دیگر اپراتورهای موبایل، مدیریت حساب مشترکان تالیا (تالیای من)، , اپلیکیشن اِوانو، وبسایت گیشه ۷۲۴ و دستگاه‌های کارتخوان بانک پارسیان فراهم شده است . همچنین مشترکان تالیا می‌توانند از شیوه‌های زیر اقدام به خرید رمز کارت شارژ تالیا و با کد دستوری #رمز شارژ*۱۴۰* خط تالیا خود را شارژ کنند.کد دستوری #۷۳۳* (از شماره‌های همراه اول، ایرانسل، رایتل، آپتل، شاتل موبایل)
دستگاه‌های کارتخوان شرکت آسان پرداخت (آپ)، دستگاه‌های عابربانک بانک‌های ملی، ملت، پارسیان، سامان و صادرات.
همچنین مشترکان تالیا می‌توانند با مراجعه به نمایندگی‌های تالیا در سراسر کشور، شارژ و بسته‌های اینترنت مورد نیاز خود را خریداری کنند.

## پوشش شبکه تالیا
در حال حاضر شبکهٔ تالیا در سراسر کشور دارای پوشش سراسری می‌باشد.
شبکه Iran Taliya از سال ۱۳۸۴ در ابتدای کار تنها در شهر تهران فعال بود و از سال ۱۳۸۵ با روندی بسیار کند به دیگر شهرهای بزرگ ایران رسید.
در خرداد ۱۳۸۷ رومینگ تالیا با شبکه تلفن همراه جزیره کیش برقرارگردیده وامکان استفاده از سیم کارت تالیا درجزیره کیش برای مشترکان تالیا فراهم شده بود.پس از توسعه و گسترش شبکه ایرانسل و همچنین رونمایی همراه اول از سیم کارت‌های اعتباری، توسعه شبکه تالیا از سوی پیمانکار مخابرات یعنی شرکت مجتمع صنعتی رفسنجان عملاً کند و در سال ۱۳۸۸ تقریباً متوقف شد. در دی ماه سال ۱۳۸۸ تالیا ۸۰ سایت BTS خود از مجموعه ۶۰۰ سایت BTS نصب شده در سراسر کشور را هم خاموش کرد.از سال ۱۳۹۱ با واگذاری تالیا از سوی مجتمع صنعتی رفسنجان و تأسیس شرکت گسترش ارتباطات تالیا به صورت محدود سایت‌های BTS تالیا در کشور گسترش یافت. همچنین در سال ۱۳۹۲ رومینگ شبکه تالیا با شبکه GSM روستایی یا شبکه IR-70 مخابرات ایران در مناطق روستایی برقرار شد.تا پیش از واگذاری فرکانس شبکه رادیویی تالیا به همراه اول، تالیا در مجموع در سراسر کشور تنها ۷۳۰ سایت BTS شبکه 2G (بدون دیتا) نصب کرده که این ظرفیت بدون استفاده باقی مانده بود.

### پوشش سراسری با خریداری شرکت گسترش ارتباطات تالیا از سویهمراه اول[۵۹]
در سال ۱۳۹۳ همراه اول به دلیل توسعه شبکه خود به نسل سوم و چهارم، به فرکانس مناسب جهت ارتقای شبکه به نسل‌های بالاتر نیاز داشت که فرکانس ۹۰۰ مگاهرتز تالیا بهترین گزینه برای این کار بود. از همین رو در سال ۱۳۹۴ اقدام به خرید سهام شرکت گسترش ارتباطات تالیا کرد.از آذر ماه سال ۱۳۹۴ رومینگ تالیا با شبکه 2G و 3G همراه اول به صورت سراسری در کشور برقرار شد.همچنین از آذر سال ۱۳۹۷ پس از ۱۳ سال، دسترسی به اینترنت موبایل برای مشترکان تالیا فراهم شد. از آغاز سال ۱۳۹۸ با تغییر در نوع فعالیت شرکت تالیا و ایجاد یک اپراتور مجازی نوع دوم موبایل، شبکه قدیمی تالیا خاموش و همه سیم کارت‌های تالیا (با تعویض سیم کارت) و نامبرینگ ۰۹۳۲ به‌طور کامل به شبکه همراه اول منتقل شدند. 
با آغاز  توسعه و گسترش شبکه 5G در کشور ،مشترکین تالیا در مناطق زیر پوشش شبکه نسل پنجم همراه اول امکان دسترسی به شبکه 5G تالیا را خواهند داشت.

### مشارکت در رومینگ مّلی
در سال ۱۳۹۳ با اعلام طرح رومینگ ملی، سه اپراتور اصلی کشور (همراه اول، ایرانسل و رایتل)، اپراتور تالیا به دلیل آنکه از نظر وزارت ارتباطات و فناوری اطّلاعات یک اپراتور محسوب نمی‌شد و تنها پیمانکار شرکت مخابرات ایران قلمداد می‌شد، از این رومینگ ملی کنار گذاشته شد. امّا در آذر سال ۱۳۹۴ با خرید تالیا از سوی همراه اول، رومینگ شبکه IranTaliya با شبکه همراه اول برقرار شد.

## پیش‌شماره‌های تالیا
در سال ۱۳۸۲ پیش‌شماره ۰۹۳۲ به تالیا اختصاص داده شده و پیش‌شماره ۰۹۳۳ نیز برای این اپراتور به صورت غیررسمی در نظر گرفته شده بود که در دیماه سال ۱۳۹۰ به علت ضعف تالیا در جذب مشترک به اپراتور ایرانسل واگذار شد. این واگذاری با اعتراض شرکت مخابرات ایران مواجه شد ولی سازمان تنظیم مقررات و ارتباطات رادیویی این اعتراض را رد کرد؛ معاون بررسی‌های فنی و صدور پروانه سازمان تنظیم مقررات و ارتباطات رادیویی در این باره بیان
داشت: سازمان تنظیم مقررات و ارتباطات رادیویی کد ۰۹۳۳ را به ایرانسل واگذار کرده است و این موضوع در پروانه شرکت مخابرات قید شده است، به این صورت که در بند یک پیوست سه این پروانه اشاره شده که صرفاً کد ۰۹۳۲ مربوط به تالیاست و تالیا نیز به عنوان پیمانکار مخابرات مشغول به فعالیت است.
معاون بررسی‌های فنی و صدور پروانه سازمان تنظیم مقررات و ارتباطات رادیویی گفته بود: مسائلی که احیاناً قبل از صدور پروانه مطرح شده بود، ملاک عمل نیست و باید بر اساس مواردی که در پروانه وجود دارد عمل شود و امروز تنها پیش‌شماره تالیا ۰۹۳۲ می‌باشد .

## مدیریت حساب مشترکان تالیا
مشترکان تالیا می‌توانند با شماره‌گیری کد دستوری #۱۴۰* ،سامانه تالیای من  و اپلیکیشن «تالیای من» از میزان شارژ و مانده بسته اینترنت خود آگاه شوند.  

## پشتیبانی مشترکان تالیا
مشترکان تالیا در طول شبانه روز می‌توانند با مرکز خدمات مشتریان به شماره رایگان ۹۹۹ از خطوط تالیا و شماره ۰۹۳۲۹۹۹۰۰۰۰ از سایر خطوط تماس بگیرند.
همچنین مشترکان تالیا می‌توانند مشکلات و پرسش‌های خود را از طریق اپلیکیشن تالیای من» بخش پشتیبانی» چت آنلاین و همچنین کانال تالیا در اپلیکیشن روبیکا در روزهای کاری مطرح کنند.

## سهامداران گسترش ارتباطات تالیا
سهامدار ۴۳ درصدی شرکت تالیا در ابتدای تأسیس، شرکت تعاونی مجتمع صنعتی رفسنجان بود. در سال ۱۳۹۱ شرکت تعاونی مجتمع صنعتی رفسنجان، سهام ۴۳ درصدی خود را به ستاد اجرایی فرمان امام واگذار کرد. همچنین در سال ۱۳۹۴ همراه اول سهام شرکت گسترش ارتباطات تالیا را از ستاد اجرایی فرمان امام خرید. در حال حاضر شرکت ارتباطات سیار ایران (همراه اول) مالکیت این شرکت را عهده‌دار می‌باشد.
تالیا اولین برند تجاری تلفن همراه اعتباری سراسری در کشور است و شرکت تعاونی مجتمع صنعتی رفسنجان در فروردین ماه سال ۱۳۸۲ برنده مناقصه آن شد.
قرارداد رسمی این پروژه در ۲۸ بهمن ماه همان سال با شرکت مخابرات ایران امضا و پیمانکار یعنی مجتمع صنعتی رفسنجان متعهد شد تا در دو سال آینده یعنی ۲۸ بهمن ۱۳۸۴ دو میلیون سیم‌کارت پیش پرداخت در ۲۸ مرکز استان کشور توزیع نماید.
این شرکت با قرارداد ۱۰ ساله BOT (ساخت، بهره‌برداری و انتقال) موظف شد که شبکه اپراتور تلفن همراه اعتباری را برای شرکت مخابرات ایران راه‌اندازی کند اما پس از ۹ سال فعالیت به دلیل ناتوانی در انجام تعهداتش ناگزیر به فروش سهام خود در تالیا شد.
بلوک سهام ۴۳ درصدی مجتمع صنعتی رفسنجان در سال ۱۳۹۱ به شرکت گسترش ارتباطات تالیا واگذار شد و شرکت مخابرات ایران همچنان سهامدار بلوک ۵۷ درصدی ماند . 

## تعویض سیم کارت های قدیمی تالیا[۷۱]
همه مشترکان تالیا که سیم کارت های قدیمی این اپراتور موبایل را دارند بایستی سیم کارت های فعلی خود را با سیم کارت های جدید تالیا تعویض کنند.  

## ریزش مشترکان تالیا[۷۳]
به دلیل قیمت پایین سیم کارت‌های اعتباری تالیا در مقایسه با سیم کارت‌های دائمی برای نخستین بار این امکان برای مردم فراهم شده بود که با هزینه کم سیم‌کارت تهیه کنند و همین موضوع باعث گشته بود که تالیا در آغاز عرضه سیم کارت‌های اعتباری با استقبال علاقمندان رو به رو شود. ولی تعداد مشترکان تالیا پس از عرضه سیم کارت اعتباری از سوی اپراتور ایرانسل و همراه اول در بازار تلفن همراه بسیار کاهش یافت. این اپراتور به دلیل از دست دادن سرمایه‌گذار خارجی (شرکت تله۲)، نداشتن توانایی مالی مجتمع صنعتی رفسنجان برای پروژه کلان تالیا، بی برنامه گی و ساده انگاری از نوع بازاریابی و فعالیت در بازار تلفن همراه، اختلاف‌های بسیار با شرکت مخابرات ایران و عدم حمایت دولت وقت از پروژه تالیا دیگر نتوانست به حضور مؤثر خود در بازار، به روز رسانی شبکه، افزایش پوشش و ارائه خدمات نوین در شبکه‌های تلفن همراه ادامه دهد. در نتیجه مشترکان آغازین خود را نیز رفته رفته از دست داد به گونه‌ای که در سال ۱۳۹۶ اعلام شد که بیش از ۹۰ درصد سیم‌کارت‌های تالیا غیر فعّال هستند. تالیا از سال ۱۳۸۷ همواره روند کاهشی در تعداد مشترکان فعال داشته است.

## بازگشت تالیا به بازار[۷۵]
پس از دست یافتن به پوشش سراسری و تغییر فعالیت اپراتور تالیا ،این اپراتور مجازی موبایل تصمیم دارد که سهمی از بازار مشترکان سیم کارت را به دست آورد.در این راه  توسعه  شبکه  و استفاده از برند تالیا و نوستالژیک بودن این نام برای مشترکان پیشین تالیا  ،ارائه سیم کارت ویژه گردشگری,سیم کارت سازمانی،سیم کارت ویژه بازی ،تمرکز بر افراد جوان و  همکاری با  شرکتهای نیازمند شبکه همراه ،برنامه ی تالیا برای جذب مشترک جدید هست.

## سیم کارت رُند تالیا
خرید سیم کارت رند تالیا از طریق مزایده شماره های رُند تالیا در زمان اعلام حراج از سوی شرکت گسترش ارتباطات تالیا امکان پذیر می باشد.

## شبکه 5G تالیا
مشترکین اپراتور تالیا می توانند در مناطق زیر پوشش شبکه نسل پنجم همراه اول ، با فعال کردن تنظیمات شبکه در موبایل های دارای شبکه نسل پنجم به اینترنت 5G تالیا دسترسی پیدا کنند و از کیفیت و سرعت اینترنت بهتری بهرمند شوند.